# Oratorio di Santa Caterina (Palermo)

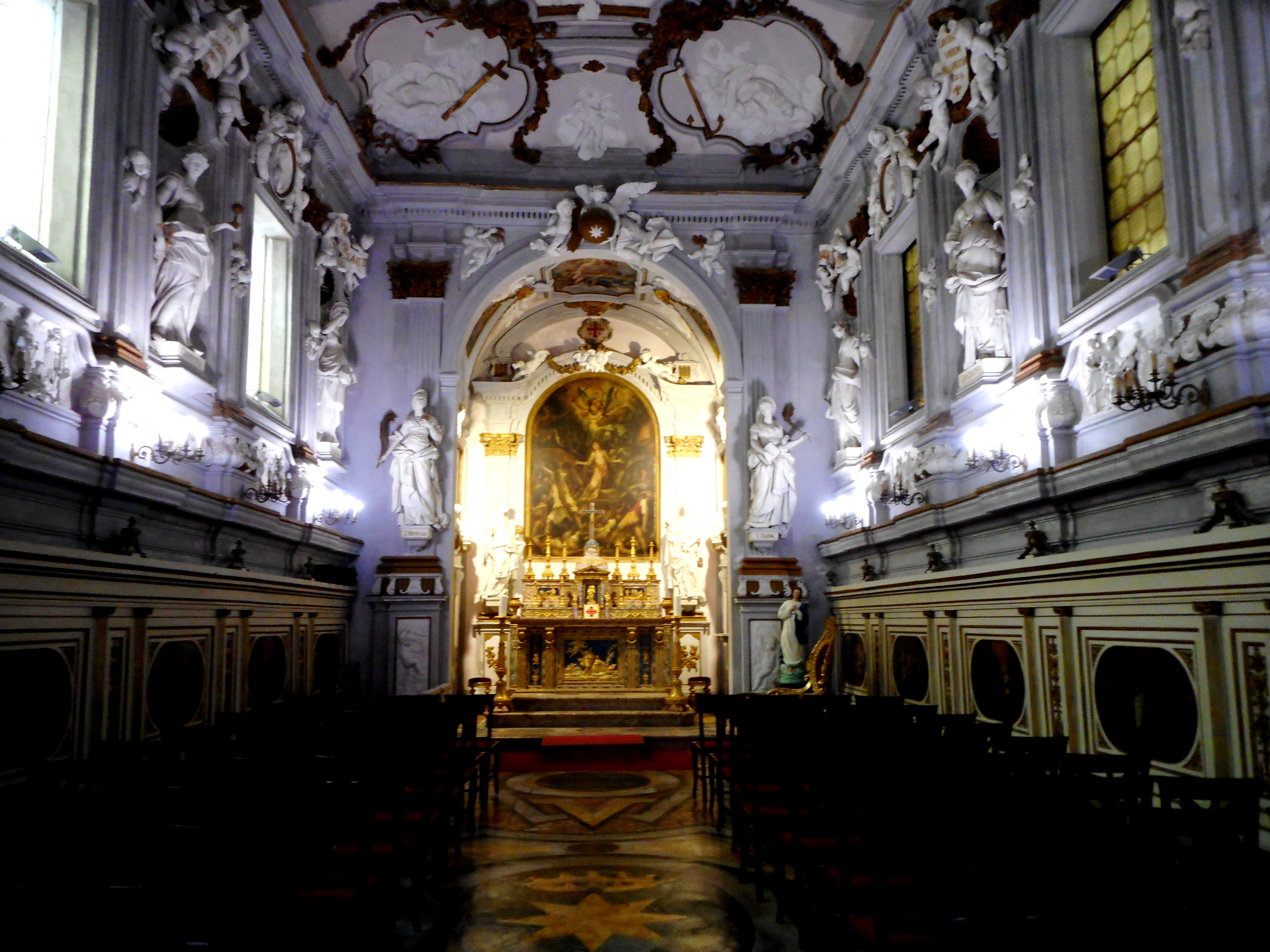
Interno dell'oratorio.

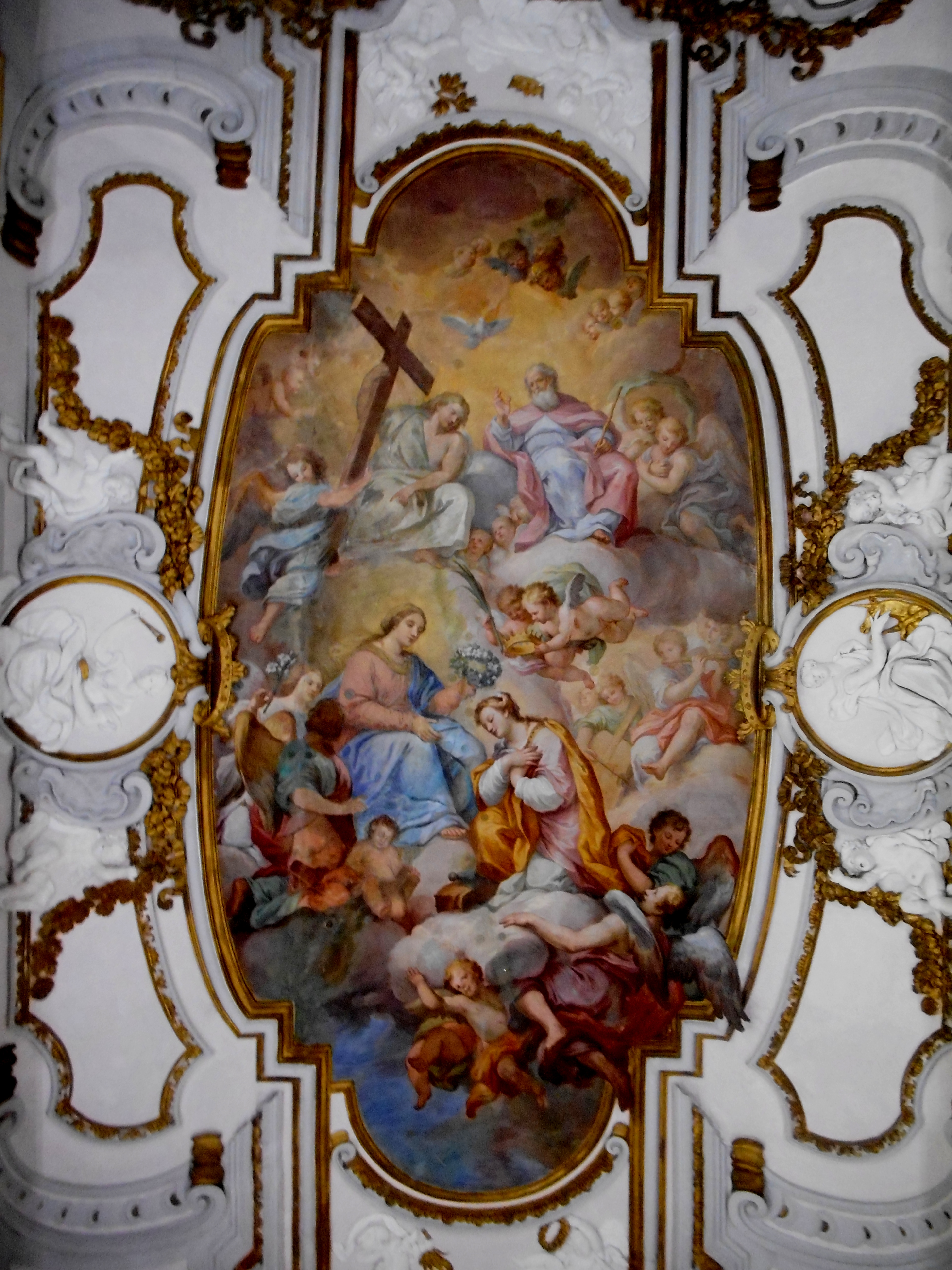
Affresco della volta.

L'oratorio di Santa Caterina d'Alessandria all'Olivella è un edificio di culto barocco situato nel centro storico di Palermo. È ubicato in via Monteleone nel quartiere Olivella dal quale prende nome, strada che da Piazza Olivella conduce in via Roma.

## Culto
- Santa Caterina d'Alessandria per il suo "sapere", è Patrona di artisti e sapienti.
- Imperatrice Costanza

## Storia
- 1402, È documentata la Confraternita di Santa Caterina d'Alessandria.
- 1589, La confraternita ottiene il permesso di costruire un oratorio in via Monteleone nel quartiere Olivella col consenso del Senato di Palermo.

Secondo la tradizione popolare, qui sorgeva la casa d'infanzia di Santa Rosalia e della famiglia Sinibaldi. Per la costruzione della chiesa di Sant'Ignazio all'Olivella e l'equa ripartizione dei terreni la congregazione di San Filippo Neri e i Padri Filippini per compensare i confratelli di Santa Caterina, s'impegnarono a costruire nella nuova chiesa di Sant'Ignazio una cappella dedicata a Santa Rosalia e a ricostruire l'oratorio in altro sito. Infatti ancora oggi nel cortile dell'oratorio è visibile il pozzo della dimora della Santuzza.
- XVIII secolo, Nella prima metà del secolo i lavori per l'oratorio assumono connotazioni barocche.
- 1860, Le leggi eversive decretano la chiusura del luogo e lo scioglimento delle associazioni.
- 1867, Abbandono definitivo con l'abolizione delle Confraternite.
- 1946, Insediamento dell'Ordine dei Cavalieri Gerosolimitani del Santo Sepolcro promotori dell'opera di restauro, oggi sede della Luogotenenza Italia-Sicilia.

Dopo un periodo di declino, il primitivo luogo di culto per la straordinaria bellezza è utilizzato come sede dell'Ordine dei Cavalieri del Santo Sepolcro.

## Facciata
Essenziale e lineare il prospetto principale del 1740c., delimitato ai lati da lesene con un portale centrale in pietra con volute e architrave aggettante. Una finestra decorata dalla conchiglia e dalle doppie volute laterali illumina la cantoria. Un cornicione e due «pire di pietra» chiudono la facciata sulla parte superiore.
Un portone ligneo finemente lavorato costituisce l'ingresso principale con accesso ad un piccolo vestibolo. Nella controfacciata è ricavato il coro con loggia all'interno del quale è custodito un settecentesco organo ligneo dipinto.

## Stucchi del Serpotta
La magnifica decorazione interna a stucco realizzata dal 1719 al 1725, è opera di Procopio Serpotta figlio naturale di Giacomo, membro della confraternita assieme al figlio Giovan Maria, e di Domenico Castelli. Ogni finestra dell'oratorio ha il timpano arricchito da putti che sostengono targhe e medaglioni con la semplice funzione decorativa.
- La sapienza (identificata proprio con santa Caterina d'Alessandria, nota per il suo "sapere", è patrona di artisti e sapienti) e la Scienza statue assise su mensole della controfacciata.
- Le virtù cardinali carità, fede, speranza e fortezza raffigurate sui bassorilievi dei medaglioni sulla posti sulla volta.
- Astrologia e dialettica, etica e fisica, geografia e geometria, retorica e teologia i simulacri allegorici posti nelle nicchie ricavate alle pareti.
- Altri stucchi raffiguranti santa Oliva e santa Ninfa poste ai lati dell'arco trionfale delimitante il presbiterio. Le statue di santa Rosalia e sant'Agata fiancheggiano l'altare maggiore. Sul paliotto è realizzato, a rilievo dorato Il sacrificio di Isacco.

Episodi della vita della Santa titolare sono illustrati nei teatrini posti sotto le arcate ribassate della loggia tripartita che ospita il coro e lungo le pareti.

## Cicli pittorici
L'affresco della volta raffigura Santa Caterina in Gloria di Antonio Grano, ultima opera condotta dall'artista, completata con interventi successivi di Paolo Grano, nei pennacchi altri angeli recano oggetti simbolo della Martire.
Nel vestibolo è collocato Lo Sposalizio mistico di Santa Caterina d'Alessandria quadro attribuito a Gaspare Vazzano detto lo Zoppo di Ganci. Da non confondere con Giuseppe Salerno parimenti chiamato lo Zoppo di Gangi autore del Martirio di Caterina del 1609, quadro che costituisce la pala dell'altare maggiore.
Al centro della controfacciata, sotto le logge del coro, è collocato il dipinto su tavola cinquecentesco raffigurante la Vergine con Bambino del raffaellesco Vincenzo degli Azani da Pavia.
Scene della vita della martire nei due quadroni ai lati del presbiterio: a sinistra una tela con Santa Caterina e la disputa con i sapienti, a destra Santa Caterina in carcere riceve la visita dell'Imperatrice Costanza, entrambi del XVII secolo.
Numerose altre scene nei riquadri ovoidali disposti ad intervalli lungo le spalliere dei sedili destinati ai confrati.

## Interno
Anche gli scanni lignei neoclassici, allineati ai lati ove i confratelli si sedevano per assistere alle cerimonie contribuiscono all'apparato iconografico dell'oratorio, le quattordici tavole ellittiche dipinte nelle spalliere raccontano le storie della santa martire e sul dossale dell'elegante altare ligneo.
Particolarmente prezioso è lo scanno ligneo di mogano riservato ai Superiori della Compagnia addossato alla controfacciata, in legno dorato intarsiato con avorio e madreperla.
Lo splendido pavimento in marmi policromi con disegni di figure geometriche con al centro una stella ad otto punte, similare a quelli di Santa Cita e San Lorenzo, realizzato dai maestri Gioacchino Vitagliano e Nicolò Vitagliano nel 1730.

## Confraternita di Santa Caterina d'Alessandria
- 1402, confraternita di Santa Caterina d'Alessandria.

## Compagnia di Santa Caterina all'Olivella
- 1593, costituzione dell'associazione.[2]
- 1860 - 1867, scioglimento di tutte le associazioni per l'entrata in vigore delle leggi eversive.

Pregevole quadro dell'Annunciazione attribuita alla scuola del Pietro Novelli.

## Chiesa di Santa Rosalia
- 1620, è documentata una chiesa e il pozzo di Santa Rosalia nel luogo ove, secondo tradizione popolare, sorgeva casa Sinibaldi.[1]

Secondo l'alcamese Pietro Antonio Tornamira dell'Ordine benedettino e il canonico Antonino Ignazio Mancuso, storici e biografi, il Senato palermitano immediatamente dopo la morte di Rosalia, in virtù dei miracoli compiuti, in ricordo della sua nascita e della sua casa, fece erigere una chiesa in suo onore databile intorno al 1160. La chiesa risulta documentata in atti testamentari del 18 aprile 1257.

## OESSH
Luoghi sacri di Sicilia custoditi dall'Ordine dei Cavalieri del Santo Sepolcro di Gerusalemme:
- Chiesa di Sant'Andrea a Piazza Armerina
- Chiesa capitolare di San Cataldo di Palermo
- Chiesa capitolare di San Giuliano di Catania.
- Chiesa dell'Immacolata Concezione o dell'Immacolatella di Trapani

Chiese a vario titolo correlate all'Ordo Equestris Sancti Sepulcri Hierosolymitani (OESSH):
| - Chiesa di Santa Croce di Messina - Chiesa di San Nicolò Regale di Mazara del Vallo - Chiesa dei Santi Pietro e Paolo d'Agrò di Casalvecchio Siculo - Cattedrale di Santa Maria Nuova di Monreale | - Chiesa di Santa Maria in Jerusalem di Palermo - Chiesa di Santa Cristina la Vetere di Palermo - Chiesa di San Giovanni dei Lebbrosi di Palermo - Basilica della Santissima Trinità del Cancelliere detta La Magione di Palermo |